# Jaroslav Kořínek
Jaroslav Kořínek (* 25. února 1965) je český regionální politik - v letech 2020 až 2024 zastupitel Libereckého kraje a od roku 2012 starosta města Desná. Dříve pracoval jako obsluha NC strojů, mistr, vedoucí výroby, obchodní ředitel strojní divize.
V roce 2006 poprvé neúspěšně kandidoval do zastupitelstva domovského města Desná na kandidátce Sdružení pro DESNOU. Po dalších volbách (2010) již v městském zastupitelstvu zasedl a od roku 2012 zastává post starosty Desné. Mandát zastupitele (i funkci starosty) obhájil i ve všech následujících komunálních volbách (2014, 2018 a 2022). V roce 2020 byl úspěšný ve volbách do Zastupitelstva Libereckého kraje, kandidoval za Starosty pro Liberecký kraj jako nezávislý kandidát. V rámci funkce krajského zastupitele byl místopředsedou výboru pro kulturu, památkovou péči a cestovní ruch.  V krajských volbách v roce 2024 obhajoval z pozice nestraníka za hnutí SLK post zastupitele Libereckého kraje z 28. místa kandidátky. Tentokrát však zvolen nebyl.
Jaroslav Kořínek žije v Desné. Má 3 syny a 4 vnoučata.